# زوچیه
زوچیه (به لهستانی:  Zocie) یک روستا در لهستان است که در گمینا کالینووو واقع شده‌است.